# Вулиця Богдана Хмельницького (Сміла)
Вулиця Богдана Хмельницького — районноутворююча вулиця у місті Сміла Черкаської області. За назвою вулиці називають прилеглий район. Розпочинається від вул. Тараса Шевченка і закінчується вул. Кармелюка. Названа на честь видатного українського гетьмана Б. Хмельницького